# Platycheirus walkeri
Platycheirus walkeri är en tvåvingeart som först beskrevs av Lynch Arribalzaga 1892.  Platycheirus walkeri ingår i släktet fotblomflugor, och familjen blomflugor. Inga underarter finns listade i Catalogue of Life.